# Climat d'Erevan

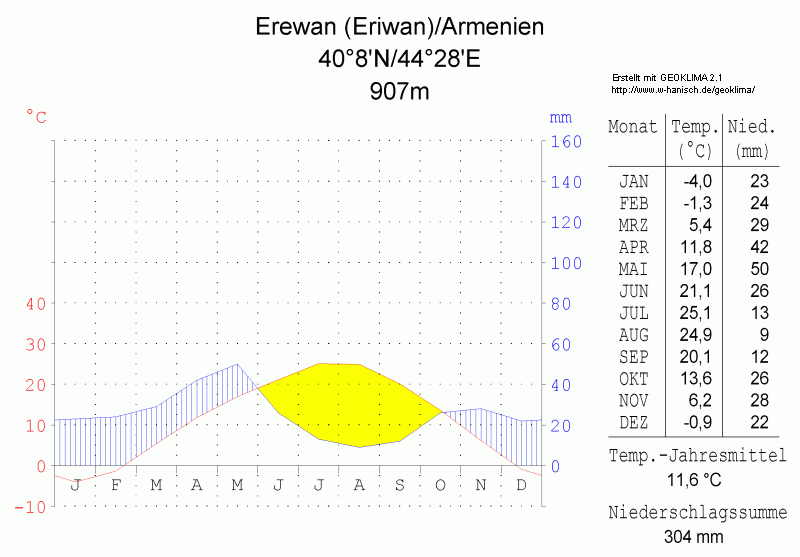

Le climat d'Erevan est un climat continental, du fait que la ville est placée dans une plaine entourée de montagnes. Ce climat continental est plus ou moins affirmé selon les quartiers de la ville : en altitude, il peut parfois être altéré par une influence de climat montagnard (nuits plus fraîches et orages plus fréquents en été, gelées et chutes de neige plus abondantes en hiver).
L'hiver y est rude partout (les températures nocturnes avoisinent souvent les −15 °C) et notamment dans les montagnes entourant le centre. Les chutes de neige sont courantes de décembre à février et possibles de novembre jusqu'à fin avril.
Les étés erevanais sont souvent très chauds. Il peut faire jusqu'à 35 °C, voire 40 °C dans la plaine de l'Ararat. Les collines et montagnes de la ville sont les seuls recoins de fraîcheur par temps de canicule. Les rares précipitations sont souvent dues à de violents orages d'été.
Tout au long de l'année, les précipitations sont faibles (318 mm), et le nombre de jours d'ensoleillement agréablement élevé (près de 300 par an).
La température maximale annuelle est de 17,7 °C et la température minimale annuelle est de 5,4 °C.
|             | Janvier | Février | Mars | Avril | Mai | Juin | Juillet | Août | Septembre | Octobre | Novembre | Décembre | année |
| T° max [°C] | -2      | 1       | 10   | 19    | 24  | 31   | 34      | 33   | 28        | 21      | 10       | 3        | 17,7  |
| T° min [°C] | -9      | -8      | -1   | 6     | 10  | 14   | 17      | 18   | 13        | 7       | 1        | -3       | 5,4   |

|             | Janvier | Février | Mars | Avril | Mai | Juin | Juillet | Août | Septembre | Octobre | Novembre | Décembre |
| T° max [°C] | 12      | 16      | 27   | 29    | 33  | 36   | 40      | 39   | 34        | 27      | 20       | 16       |
| T° min [°C] | -27     | -25     | -18  | -3    | 3   | 6    | 9       | 10   | 2         | -2      | -12      | -16      |

|                                        | Janvier | Février | Mars | Avril | Mai | Juin | Juillet | Août | Septembre | Octobre | Novembre | Décembre | année |
| Précipitations [mm]                    | 23      | 25      | 28   | 48    | 53  | 23   | 15      | 8    | 13        | 23      | 31       | 28       | 318   |
| Nombre de jours avec pluie [+ 0,25 mm] | 9       | 8       | 7    | 11    | 12  | 6    | 4       | 2    | 3         | 5       | 7        | 8        | 82    |

|                | Janvier | Février | Mars | Avril | Mai | Juin | Juillet | Août | Septembre | Octobre | Novembre | Décembre |
| Matin [%]      | 89      | 87      | 81   | 70    | 74  | 65   | 62      | 66   | 71        | 84      | 89       | 91       |
| Après-midi [%] | 69      | 64      | 56   | 46    | 52  | 39   | 36      | 36   | 39        | 47      | 64       | 75       |

|                                   | Janvier | Février | Mars | Avril | Mai | Juin | Juillet | Août | Septembre | Octobre | Novembre | Décembre |
| Ensoleillement quotidien [heures] | 3       | 4       | 6    | 7     | 9   | 11   | 12      | 11   | 10        | 8       | 5        | 3        |

Source : BBC Weather

## Sources et références
1. ↑  BBC - Weather Centre - World Weather - Average Conditions - Yerevan